# Mikołów
Mikołów é um município da Polônia, na voivodia da Silésia e no condado de Mikołów. Estende-se por uma área de 79,21 km², com 40 813 habitantes, segundo os censos de 2019, com uma densidade de 515 hab/km².